# Mariama Keïta
Pour les articles homonymes, voir Keïta.
Mariama Keïta (née en 1946 à Niamey au Niger et morte le 29 octobre 2018 à Istanbul en Turquie) est la première femme journaliste du Niger et militante féministe.

## Biographie
Avec une licence d'anglais, et parlant 5 autres langues dont le français et le haoussa, Mariama Keïta débute comme rédactrice et présentatrice du journal au sein de la Voix du Sahel, la radio d'État. En 1993, elle participe à la vulgarisation de la Constitution du Niger, qui permit la tenue des premières élections démocratiques du pays. 
De 2003 à 2006, Mariama Keïta occupe le poste de présidente du Conseil supérieur de la Communication (CSC), organe chargé de la régulation des médias du pays. Au cours de ses dernières années de carrière, elle est nommée directrice de la Voix du Sahel. Elle reste la première femme nigérienne à occuper un poste de journaliste à une période ou le métier était exclusivement réservé aux hommes. 
Militante féministe et figure de la société civile, Mariama Keïta est une pionnière de la défense des droits des femmes au Niger. En parallèle de ses nombreuses activités, elle officie comme responsable de la coordination des organisations non gouvernementales et associations féminines nigériennes, soit un groupement d'une cinquantaine de collectifs. Elle est également la coordinatrice de l'une des premières ONG du pays, l’Association pour la démocratie, la liberté et le développement,.
Mariama Keïta décède le 29 octobre 2018, à l'âge de 72 ans, des suites d'une longue maladie à Istanbul en Turquie.

### Vie privée
Mariama Keïta est mère de deux enfants et s'est mariée trois fois.